# Pablo Ledesma
Pablo Martín Ledesma (La Falda, 2 de abril de 1984) é um futebolista argentino, que atua como meia, atualmente está aposentado. É irmão de Cristian Ledesma.

## Carreira
O seu primeiro jogo pelo Boca foi em 12 de julho de 2003, na derrota para o Colón, 2x1.
Ledesma foi o jogador que marcou o gol mais rápido em clássicos Boca x River, 50 segundos. Em 2008, assinou um contrato com o Calcio Catania, clube da Serie A italiana.
A sua estréia pela seleção nacional ocorreu em 18 de abril de 2007, com uma vitória sobre o Chile.

## Estatísticas
Até 17 de abril de 2012.

### Clubes
| Clube             | Temporada         | Campeonato nacional | Campeonato nacional | Copa nacional[a] | Copa nacional[a] | Competições continentais[b] | Competições continentais[b] | Outros torneios[c] | Outros torneios[c] | Total | Total |
| Clube             | Temporada         | Jogos               | Gols                | Jogos            | Gols             | Jogos                       | Gols                        | Jogos              | Gols               | Jogos | Gols  |
| ----------------- | ----------------- | ------------------- | ------------------- | ---------------- | ---------------- | --------------------------- | --------------------------- | ------------------ | ------------------ | ----- | ----- |
| Boca Juniors      | 2002-03           | 0                   | 0                   | 0                | 0                | 0                           | 0                           | 0                  | 0                  | 0     | 0     |
| Boca Juniors      | 2003-04           | 16                  | 0                   | 0                | 0                | 0                           | 0                           | 0                  | 0                  | 16    | 0     |
| Boca Juniors      | 2004-05           | 17                  | 1                   | 0                | 0                | 0                           | 0                           | 0                  | 0                  | 17    | 1     |
| Boca Juniors      | 2005-06           | 35                  | 0                   | 0                | 0                | 0                           | 0                           | 0                  | 0                  | 35    | 0     |
| Boca Juniors      | 2006-07           | 31                  | 7                   | 0                | 0                | 0                           | 0                           | 0                  | 0                  | 31    | 7     |
| Boca Juniors      | 2007-08           | 12                  | 6                   | 0                | 0                | 0                           | 0                           | 0                  | 0                  | 12    | 6     |
| Boca Juniors      | 2011-12           | 14                  | 2                   | 3                | 0                | 10                          | 2                           | 0                  | 0                  | 27    | 4     |
| Boca Juniors      | 2012-13           | 7                   | 1                   | 0                | 0                | 1+2                         | 0+1                         | 0                  | 0                  | 10    | 2     |
| Total             | 111               | 14                  | 0                   | 0                | 0                | 0                           | 0                           | 0                  | 111                | 14    |       |
| Catania           | 2008-09           | 24                  | 2                   | 0                | 0                | 0                           | 0                           | 0                  | 0                  | 24    | 2     |
| Catania           | 2009-10           | 16                  | 0                   | 3                | 0                | 0                           | 0                           | 0                  | 0                  | 19    | 0     |
| Catania           | 2010-11           | 32                  | 2                   | 0                | 0                | 0                           | 0                           | 0                  | 0                  | 32    | 2     |
| Catania           | 2011-12           | 3                   | 0                   | 0                | 0                | 0                           | 0                           | 0                  | 0                  | 3     | 0     |
| Catania           | Total             | 75                  | 4                   | 3                | 0                | 0                           | 0                           | 0                  | 0                  | 78    | 4     |
| Total na carreira | Total na carreira | 207                 | 21                  | 6                | 0                | 12                          | 3                           | 0                  | 0                  | 226   | 24    |

- a. ^ Jogos da Copa Argentina
- b. ^ Jogos da Copa Libertadores
- c. ^ Jogos do Jogo amistoso

## Títulos
Boca Juniors
- Copa Intercontinental: 2003
- Campeonato Argentino (Apertura): 2003 e 2005
- Copa Sul-Americana: 2004 e 2005
- Recopa Sul-Americana: 2005 e 2006
- Campeonato Argentino (Clausura): 2006
- Copa Libertadores: 2007